# Südafrika – Der Kinofilm
Südafrika – Der Kinofilm ist ein deutscher Dokumentarfilm der Filmemacher Silke Schranz und Christian Wüstenberg. Kinopremiere war am 7. Februar 2016 in den Kronberger Lichtspielen und offizieller bundesweiter Kinostart am 25. Februar 2016. Seit 2017 gibt es den Film auch in Englisch, gesprochen von der Südafrikanerin Denise Nkosi.

## Handlung
Für ihre Reisedokumentation sind Schranz und Wüstenberg im Wohnmobil kreuz und quer durch Südafrika, Eswatini und Lesotho gereist. Begleitet wurden sie dabei von den Journalisten Torben Hagenau und Jasper Ehrich. Auf dem 10.000 Kilometer langen Weg von Kapstadt bis nach Johannesburg hat das Filmteam jeden Tag der zweimonatigen Reise dokumentiert. An 50 Stationen macht der Dokumentarfilm Halt. Die Reise startet in Kapstadt und entlang der Garden Route und das hügelige Hinterland geht es nach Durban. Von dort aus mit Abstechern nach Lesotho und Eswatini zum Krüger-Nationalpark und durch den Norden zum Ziel Johannesburg.

## Reiseroute
- Cape Town, Paternoster, Stellenbosch Winelands, Gansbaai, Cape Agulhas
- Cape Agulhas, Oudtshoorn, Mossel Bay, Jeffreys Bay
- Jeffreys Bay, Addo, Graaff-Reinet, Kariega, Qunu
- Qunu, Port St. Johns, Durban, Drakensberge, Lesotho
- Lesotho, KwaZulu-Natal, Sodwana Bay, Eswatini, Panorama Route
- Panorama Route, Krüger National Park, Pretoria, Johannesburg

## Kritiken
„Sie wollten schon immer mal nach Südafrika, es fehlt aber noch am nötigen Kleingeld? Kein Problem: ‚Südafrika – Der Kinofilm‘ entführt Sie für rund 100 Minuten in das Land und präsentiert seine wilden Tiere, traumhaften Landschaften und freundlichen Menschen.“

„Hauptanliegen von Südafrika – Der Kinofilm – ist nicht, die Probleme Südafrikas aufzuzeigen. Der Film versteht sich als Dokumentation beeindruckender Landschafts- und Tieraufnahmen und faszinierender Menschen. Nicht mehr – aber auch nicht weniger.“

„Allumfassende, informative und aufwendig recherchierte Reise-Doku über eines der schönsten aber auch ambivalentesten Länder der Welt, das hier facettenreich präsentiert wird.“

„Kinos aus ganz Deutschland wollen ‚Südafrika – Der Kinofilm‘ aufgrund des nicht vorhersehbaren Erfolges nun ins Programm nehmen. Der unkonventionelle Film scheint einen Nerv der Zuschauer getroffen zu haben. Er macht Lust, mit allen Sinnen zu reisen, anstatt das faszinierende Land nur pauschaltouristisch zu konsumieren.“

„Eine Dokumentation in Spielfilmlänge zu produzieren, die anrührend, lustig und keine Minute langweilig ist – das ist schon große Kunst, auf deren Ergebnis alle Beteiligten stolz sein können“